# Arik Benado
Arik Benado (hebräisch אריק בנאדו‎; * 5. Dezember 1973 in Haifa, Israel) ist ein ehemaliger israelischer Fußballspieler. Er war zeitweise israelischer Rekordnationalspieler, bis er von Yossi Benayoun abgelöst wurde.

## Spielerkarriere
Schon sein Vater Shlomo spielte in den 1970er Jahren für Haifa. Arik begann als Neunjähriger mit dem Fußballspielen und durchlief alle Jugendmannschaften bis zu den Senioren. Um Spielpraxis zu bekommen, spielte er Mitte der 1990er Jahre zwei Jahre bei Beitar und kehrte danach zu Haifa zurück. Er gewann mehrmals die Landesmeisterschaft und einmal den Pokal mit Maccabi Haifa. Sein erstes Länderspiel bestritt er am 17. Mai 1995 gegen den damaligen Weltmeister Brasilien. 2002 schaffte er mit Maccabi Haifa als erstem israelischen Team den Einzug in die Gruppenphase der UEFA Champions League 2002/03. Am 3. September 2005 wurde er mit seinem 86. Länderspiel israelischer Rekordnationalspieler. 2006 wechselte er nach zehn Jahren in Haifa zurück zu Beitar Jerusalem, mit denen er 2007 Meister wurde. Sein letztes Länderspiel machte er am 8. September 2007 (0:3 gegen England).